# Thomas Bürgler
Thomas Bürgler (ur. 3 marca 1960 w Illgau) – szwajcarski narciarz alpejski, brązowy medalista mistrzostw świata.

## Kariera
Pierwsze punkty w zawodach  Pucharu Świata zdobył 12 grudnia 1982 roku w Val d’Isère, zajmując piąte miejsce w supergigancie. Na podium zawodów tego cyklu pierwszy raz stanął nieco ponad rok później, 20 grudnia 1983 roku w Madonna di Campiglio, gdzie rywalizację w kombinacji alpejskiej zakończył na drugiej pozycji. W zawodach tych rozdzielił Andreasa Wenzela z Liechtensteinu i Włocha Alexa Giorgiego. Łącznie siedem razy stawał na podium pucharowym, odnosząc przy tym dwa zwycięstwa: 8 stycznia 1985 roku w Schladming i 15 lutego 1985 roku w Kranjskiej Gorze triumfował w gigantach. Najlepsze wyniki osiągnął w sezonie 1984/1985, kiedy to zajął siódme miejsce w klasyfikacji generalnej i trzecie w klasyfikacji giganta.
Jego największym sukcesem jest brązowy medal w kombinacji wywalczony podczas mistrzostw świata w Bormio w 1985 roku. W zawodach tych wyprzedzili go jedynie jego rodak, Pirmin Zurbriggen i Austriak Ernst Riedelsperger. Był to jego jedyny medal wywalczony na międzynarodowej imprezie tej rangi. Na tej samej imprezie był też piętnasty w gigancie, a rywalizacji w slalomie nie ukończył. W 1984 roku wystąpił na igrzyskach olimpijskich w Sarajewie, zajmując dziesiąte miejsce w slalomie i jedenaste w gigancie. Siedmiokrotnie zdobywał mistrzostwo Szwajcarii: w kombinacji w latach 1981, 1983, 1984 i 1985, gigancie w latach 1984 i 1985 i supergigancie w 1988 roku.
W 1988 roku zakończył karierę.
Jego brat, Toni Bürgler, również uprawiał narciarstwo alpejskie.

## Osiągnięcia

### Igrzyska olimpijskie
| Miejsce | Dzień     | Rok  | Miejscowość | Konkurencja | Czas biegu | Strata | Zwycięzca  |
| ------- | --------- | ---- | ----------- | ----------- | ---------- | ------ | ---------- |
| 11.     | 14 lutego | 1984 | Sarajewo    | Gigant      | 2:41,18    | +2,66  | Max Julen  |
| 10.     | 19 lutego | 1984 | Sarajewo    | Slalom      | 1:39,41    | +2,62  | Phil Mahre |

### Mistrzostwa świata
| Miejsce | Dzień     | Rok  | Miejscowość | Konkurencja | Czas biegu | Strata     | Zwycięzca         |
| ------- | --------- | ---- | ----------- | ----------- | ---------- | ---------- | ----------------- |
| 3.      | 5 lutego  | 1985 | Bormio      | Kombinacja  | 7,67 pkt   | +31,74 pkt | Pirmin Zurbriggen |
| 15.     | 7 lutego  | 1985 | Bormio      | Gigant      | 2:28,90    | +3,80      | Markus Wasmeier   |
| DNF     | 10 lutego | 1985 | Bormio      | Slalom      | 1:38,82    | -          | Jonas Nilsson     |

### Puchar Świata

#### Miejsca w klasyfikacji generalnej
- sezon 1982/1983: 40.
- sezon 1983/1984: 17.
- sezon 1984/1985: 7.
- sezon 1985/1986: 38.
- sezon 1986/1987: 95.

#### Miejsca na podium w zawodach PŚ
1. Madonna di Campiglio – 20 grudnia 1983 (kombinacja) – 2. miejsce
2. Oslo – 23 marca 1984 (gigant) – 3. miejsce
3. Puy-Saint-Vincent – 7 grudnia 1984 (supergigant) – 3. miejsce
4. Schladming – 8 stycznia 1985 (gigant) – 1. miejsce
5. Kranjska Gora – 15 lutego 1985 (gigant) – 1. miejsce
6. Panorama – 17 marca 1985 (supergigant) – 3. miejsce
7. Parpan – 21 stycznia 1986 (slalom) – 3. miejsce